# Fernando Paredes Pizarro
Fernando Mariano del Carmen Paredes Pizarro (Santiago, 26 de julio de 1923-ibídem, 24 de octubre de 2017) fue un militar y diplomático chileno, director general de la Policía de Investigaciones de Chile.

## Biografía
Nació en Santiago de Chile, hijo de Arturo Paredes y Luisa Pizarro. Estuvo casado con Beatriz Uribe Smith. Falleció en Santiago el 24 de octubre de 2017.

### Carrera militar
Ingresó al Ejército de Chile, institución en la que llegó a ser general. Fue comandante de la guarnición y director de la Escuela de Caballería en la ciudad de Quillota, para ser nombrado gobernador de la misma en 1973. Posteriormente fue comandante en jefe de la IV División con cuartel en Valdivia. Entre 1975 y 1976 fue gobernador de la Provincia de Valdivia.

### Carrera diplomática
En 1977, la dictadura de Augusto Pinochet lo nombró embajador ante la República de Panamá, gobernada en ese entonces por Demetrio Basilio Lakas. El año de 1979 llevó a cabo una gira por los países caribeños, buscando cohesionar los servicios diplomáticos de Chile en las regiones del Caribe y así estrechar sus relaciones.

### Director de la Policía de Investigaciones
En 1980 terminó su carrera diplomática cuando regresó a Chile al ser nombrado director general de la Policía de Investigaciones de Chile, cargo que ejerció hasta el fin del gobierno militar.